# عيما
عيما هي قرية لبنانية من قرى قضاء الضنية في محافظة الشمال.